# (3034) Climenhaga
(3034) Climenhaga es un asteroide perteneciente al cinturón de asteroides descubierto por Maximilian Franz Wolf el 24 de septiembre de 1917 desde el Observatorio de Heidelberg-Königstuhl, Alemania.

## Designación y nombre
Climenhaga se designó inicialmente como A917 SE.
Más adelante, en 1986, fue nombrado en honor del físico estadounidense John Leroy Climenhaga (1916-2008), a propuesta de Brian Marsden según una sugerencia de Christopher Spratt.

## Características orbitales
Climenhaga orbita a una distancia media del Sol de 2,326 ua, pudiendo acercarse hasta 1,838 ua y alejarse hasta 2,813 ua. Su excentricidad es 0,2097 y la inclinación orbital 4,924 grados. Emplea 1295 días en completar una órbita alrededor del Sol.

## Características físicas
La magnitud absoluta de Climenhaga es 12,6 y el periodo de rotación de 2,737 horas.